# Бухар-Жирауський район
Буха́р-Жира́уський район (каз. Бұқар жырау ауданы, рос. Бухар-Жырауский район) — адміністративна одиниця у складі Карагандинської області Казахстану. Адміністративний центр — селище Ботакара.

## Історія
Утворений 1938 року як Ворошиловський район з центром у Колхозне, 1961 року перейменований в Ульяновський (райцентр перейменовано в Ульяновський), з 1997 року має сучасну назву (райцентр перейменовано в Ботакара).

### Тельманський район
Карагандинський район був утворений 1928 року у складі Акмолинського округу з Карагандинської волості. 1930 року район перейшов у пряме підпорядкування республіці. 20 березня 1931 року район був перейменований в Тельманський. Центром району був Спаський завод. 22 травня 1931 року центр району перенесено до села Токаревське. 1932 року район увійшов до складу Карагандинської області. Центром району було селище Токаревка. 28 грудня 1940 року 3 сільради району передані до складу новоствореного Осакаровського району. 23 травня 1997 року район ліквідовано, територія увійшла до складу Бухар-Жирауського району.

## Населення
Населення — 54003 особи (2021; 60010 у 2009, 65774 у 1999, 77700 у 1989).

## Склад
До складу району входять 21 сільський округ, 5 сільських та 3 селищних адміністрацій:
| Поселення                                  | Площа, км² | Населення, осіб (1989) | Населення, осіб (1999) | Населення, осіб (2009) | Населення, осіб (2021) | Центр              | Населені пункти |
| ------------------------------------------ | ---------- | ---------------------- | ---------------------- | ---------------------- | ---------------------- | ------------------ | --------------- |
| Ботакаринська селищна адміністрація        | -          | 5790                   | 5218                   | 5402                   | 6497                   | Ботакара           | 2               |
| Габіден-Мустафінська селищна адміністрація | -          | 4973                   | 4294                   | 4078                   | 3548                   | Габідена Мустафіна | 1               |
| Кушокинська селищна адміністрація          | -          | 4760                   | 4284                   | 4308                   | 3308                   | Кушоки             | 1               |
| Акоринська сільська адміністрація          | -          | 1424                   | 1079                   | 519                    | 337                    | Акоре              | 1               |
| Ботакаринська сільська адміністрація       | -          | 1243                   | 807                    | 890                    | 898                    | Ботакара           | 1               |
| Каракудуцька сільська адміністрація        | -          | 1422                   | 1080                   | 861                    | 666                    | Каракудук          | 1               |
| Молодецька сільська адміністрація          | -          | 1086                   | 1184                   | 1140                   | 920                    | Жанаталап          | 1               |
| Суиксуська сільська адміністрація          | -          | 873                    | 539                    | 378                    | 126                    | Суиксу             | 1               |
| Акбельський сільський округ                | -          | 1952                   | 1466                   | 880                    | 635                    | Акбел              | 3               |
| Актобинський сільський округ               | -          | 1804                   | 1590                   | 1203                   | 806                    | Актобе             | 2               |
| Баймирзинський сільський округ             | -          | 2834                   | 2250                   | 2212                   | 1975                   | Баймирза           | 2               |
| Белагаський сільський округ                | -          | 1948                   | 1299                   | 717                    | 603                    | Белагаш            | 2               |
| Бухар-Жирауський сільський округ           | -          | 1819                   | 1056                   | 606                    | 392                    | Бухар-Жирау        | 3               |
| Гагарінський сільський округ               | -          | 936                    | 990                    | 1149                   | 887                    | Гагарінське        | 2               |
| Зеленобалківський сільський округ          | -          | 4901                   | 5116                   | 4348                   | 4416                   | Доскей             | 2               |
| Каражарський сільський округ               | -          | 2577                   | 2193                   | 1961                   | 1374                   | Каражар            | 4               |
| Кернейський сільський округ                | -          | 2938                   | 2504                   | 2087                   | 1471                   | Керней             | 3               |
| Кизилкаїнський сільський округ             | -          | 1952                   | 1627                   | 1424                   | 1154                   | Кизилкайин         | 3               |
| Кокпектинський сільський округ             | -          | 4132                   | 3818                   | 4276                   | 4336                   | Кокпекти           | 3               |
| Новоузенський сільський округ              | -          | 2256                   | 1864                   | 1786                   | 1802                   | Новоузенка         | 3               |
| Петровський сільський округ                | -          | 3886                   | 2957                   | 2452                   | 2391                   | Петровка           | 3               |
| Ростовський сільський округ                | -          | 3091                   | 2782                   | 3042                   | 2678                   | Ростовка           | 3               |
| Самаркандський сільський округ             | -          | 2200                   | 1841                   | 1904                   | 1519                   | Самаранд           | 3               |
| Тогузкудуцький сільський округ             | -          | 1893                   | 1355                   | 1417                   | 1374                   | Тогизкудук         | 2               |
| Туздинський сільський округ                | -          | 1900                   | 1498                   | 1084                   | 1006                   | Тузди              | 3               |
| Умуткерський сільський округ               | -          | 2444                   | 2121                   | 1255                   | 854                    | Умуткер            | 3               |
| Уштобинський сільський округ               | -          | 6171                   | 4947                   | 5691                   | 5701                   | Уштобе             | 5               |
| Центральний сільський округ                | -          | 2066                   | 2150                   | 1849                   | 1460                   | Центральне         | 2               |
| Шешенкаринський сільський округ            | -          | 2429                   | 1865                   | 1091                   | 869                    | Шешенкара          | 2               |

## Найбільші населені пункти
Населені пункти з чисельністю населення понад 1000 осіб:
| №  | Населений пункт    | Населення, осіб (1989) | Населення, осіб (1999) | Населення, осіб (2009) | Населення, осіб (2021) |
| -- | ------------------ | ---------------------- | ---------------------- | ---------------------- | ---------------------- |
| 1  | Ботакара           | 5790                   | 5166                   | 5351                   | 6425                   |
| 2  | Доскей             | 4148                   | 4853                   | 4027                   | 4081                   |
| 3  | Уштобе             | 3908                   | 3430                   | 3519                   | 3734                   |
| 4  | Габідена Мустафіна | 4973                   | 4294                   | 4078                   | 3548                   |
| 5  | Кушоки             | 4760                   | 4284                   | 4308                   | 3308                   |
| 6  | Кокпекти           | 2823                   | 2540                   | 2822                   | 2828                   |
| 7  | Петровка           | 2917                   | 2343                   | 1931                   | 2017                   |
| 8  | Баймирза           | 2401                   | 1936                   | 1916                   | 1810                   |
| 9  | Ростовка           | 1824                   | 1595                   | 1915                   | 1776                   |
| 10 | Новоузенка         | 1632                   | 1432                   | 1625                   | 1711                   |
| 11 | Центральне         | 1573                   | 1668                   | 1428                   | 1169                   |
| 12 | Тогизкудук         | 1363                   | 1008                   | 1113                   | 1104                   |
| 13 | Самарканд          | 1473                   | 1195                   | 1302                   | 1054                   |